# Helicoma chlamydosporum
Helicoma chlamydosporum är en svampart som beskrevs av Shearer 1987. Helicoma chlamydosporum ingår i släktet Helicoma och familjen Tubeufiaceae.   Inga underarter finns listade i Catalogue of Life.